# Миргородські сотні
Миргородські полкові сотні — військово-адміністративні одиниці Війська Запорозького Городового (Гетьманщини) з центрами довкола полкового міста Миргород.
Миргородська сотня була створена ще 1625 як військовий підрозділ Миргородського козацького полку. Після «Ординації» 1638 увійшла до Переяславського козацького полку. Як адміністративна одиниця сформувалася влітку 1648. Мала численне населення і велику територію, тому періодично поділялася на Першу, Другу, Третю, Четверту Миргородські сотні. Простежити період існування і всі зміни в устрою цих сотень ще не вдалося.
Кількість згаданих полкових миргородських сотень за роками: 1649 — 4; 1723 — 1; 1726—1729 рр. — 1; у 1750-х рр. — 1; в збережених матеріалах Генерального опису 1765—1769 рр. — одна (причому Миргородська друга); 1782 — 2.
Після ліквідації полково-сотенного устрою Лівобережної України у 1782 році, Друго-Миргородська і частина Першо-Миргородської сотень увійшли до складу Миргородського повіту Київського намісництва, а інша частина Миргородської першої сотні — до Лубенського повіту.

## Населені пункти Миргородської сотні
У 1726—1729 рр.: місто Миргород; м-ко Хомутець; села: Бакумівка, Білики, Горкушинці, Довгалівка, Єрки, Зубівка, Зуєвці, Кибинці, Мальці, Милюшки, Петрівці, Попівка, Слобідка, Сорочинці, Черевки, Шахворостівка, Ярмаки.
У 1750-х рр.: місто Миргород; м-ко Хомутець; села: Бакумівка, Білики, Горкушинці, Довгалівка, Єрки, Зубівка, Зуєвці, Кибинці, Мальці, Милюшки, Петрівці, Попівка, Слобідка, Сорочинці, Черевки, Шарківщина, Шахворостівка, Ярмаки.

## Миргородська 1-ша сотня
Сотники 3-ї полкової сотні: Андрос (? — 1649 — ?).

## Миргородська 4-та сотня
Сотники 4-ї полкової сотні: Якименко Кирик (Попівський Кирило Якимович) (? — 1649—1655 — ?).